# A Carolina Panthers szezonjai
Ez a Carolina Panthers szezonjainak listája a National Football League-ben.
| Super Bowl Bajnok | Főcsoportgyőztes | Csoportgyőztes | Wild Card Hely |

| Szezon            | Bajnokság | Főcsoport | Csoport  | Alapszakasz | Alapszakasz | Alapszakasz | Alapszakasz | Rájátszás eredmények | Díjak                                                                     |
| Szezon            | Bajnokság | Főcsoport | Csoport  | Eredmény    | Győzelem    | Vereség     | Döntetlen   | Rájátszás eredmények | Díjak                                                                     |
| ----------------- | --------- | --------- | -------- | ----------- | ----------- | ----------- | ----------- | --- | ------------------------------------------------------------------------- |
| Carolina Panthers |           |           |          |             |             |             |             | |                                                                           |
| 1995              | NFL       | NFC       | Nyugati  | 4.          | 7           | 9           | 0           | |                                                                           |
| 1996              | NFL       | NFC       | Nyugati  | 1.          | 12          | 4           | 0           | Győzelem Csoport rájátszás (Cowboys) 26-17 Vereség Főcsoport bajnokság (Packers) 30-13                                                                                            | Dom Capers (NFC év edzője)                                                |
| 1997              | NFL       | NFC       | Nyugati  | 2.          | 7           | 9           | 0           | |                                                                           |
| 1998              | NFL       | NFC       | Nyugati  | 4.          | 4           | 12          | 0           | |                                                                           |
| 1999              | NFL       | NFC       | Nyugati  | 2.          | 8           | 8           | 0           | |                                                                           |
| 2000              | NFL       | NFC       | Nyugati  | 3.          | 7           | 9           | 0           | |                                                                           |
| 2001              | NFL       | NFC       | Nyugati  | 5.          | 1           | 15          | 0           | |                                                                           |
| 2002              | NFL       | NFC       | Déli     | 4.          | 7           | 9           | 0           | | Julius Peppers (Védő év újonca)                                           |
| 2003              | NFL       | NFC       | Déli     | 1.          | 11          | 5           | 0           | Győzelem Wild Card rájátszás (Cowboys) 29–10 Győzelem Csoport rájátszás (Rams) 29–23 (2OT) Győzelem Főcsoport bajnokság (Eagles) 14–3 Vereség Super Bowl XXXVIII (Patriots) 32–29 |                                                                           |
| 2004              | NFL       | NFC       | Déli     | 3.          | 7           | 9           | 0           | |                                                                           |
| 2005              | NFL       | NFC       | Déli     | 2.          | 11          | 5           | 0           | Győzelem Wild Card rájátszás (Giants) 23–0 Győzelem Csoport rájátszás (Bears) 29–21 Vereség Főcsoport bajnokság (Seahawks) 34–14                                                  | Steve Smith (visszatérő)                                                  |
| 2006              | NFL       | NFC       | Déli     | 2.          | 8           | 8           | 0           | |                                                                           |
| 2007              | NFL       | NFC       | Déli     | 2.          | 7           | 9           | 0           | |                                                                           |
| 2008              | NFL       | NFC       | Déli     | 1.          | 12          | 4           | 0           | Vereség Csoport rájátszás (Cardinals) 33–13 |                                                                           |
| 2009              | NFL       | NFC       | Déli     | 3.          | 8           | 8           | 0           | |                                                                           |
| 2010              | NFL       | NFC       | Déli     | 4.          | 2           | 14          | 0           | |                                                                           |
| 2011              | NFL       | NFC       | Déli     | 3.          | 6           | 10          | 0           | | Cam Newton (Támadó év újonca)                                             |
| 2012              | NFL       | NFC       | Déli     | 2.          | 7           | 9           | 0           | | Luke Kuechly (Védő év újonca)                                             |
| 2013              | NFL       | NFC       | Déli     | 1.          | 12          | 4           | 0           | Vereség Csoport rájátszás (49ers) 23–10 | Luke Kuechly (NFL Defensive POTY) Ron Rivera (NFC év edzője)              |
| 2014              | NFL       | NFC       | Déli     | 1.          | 7           | 8           | 1           | Győzelem Wild Card rájátszás (Cardinals) 27–16 Vereség Csoport rájátszás (Seahawks) 31–17                                                                                         | Thomas Davis (Walter Payton Man of the Year)                              |
| 2015              | NFL       | NFC       | Déli     | 1.          | 15          | 1           | 0           | Győzelem Csoport rájátszás (Seahawks) 31–24 Győzelem Főcsoport bajnokság (Cardinals) 49–15 Vereség Super Bowl 50 (Broncos) 24-10                                                  | Ron Rivera (NFL COY) Cam Newton (NFL MVP) Cam Newton (NFL Offensive POTY) |
| 2016              | NFL       | NFC       | Déli     | 4.          | 6           | 10          | 0           | |                                                                           |
| 2017              | NFL       | NFC       | Déli     | 2.          | 11          | 5           | 0           | Vereség Wild Card rájátszás (Saints) 31-26 |                                                                           |
| 2018              | NFL       | NFC       | Déli     | 3.          | 7           | 9           | 0           | |                                                                           |
| 2019              | NFL       | NFC       | Déli     | 4.          | 5           | 11          | 0           | |                                                                           |
| 2020              | NFL       | NFC       | Déli     | 3.          | 5           | 11          | 0           | |                                                                           |
| 2021              | NFL       | NFC       | Déli     | 1.          | 3           | 0           | 0           | |                                                                           |
| Összesen          | Összesen  | Összesen  | Összesen | Összesen    | 194         | 207         | 1           | (1995–2021, csak az alapszakasz) | (1995–2021, csak az alapszakasz)                                          |
| Összesen          | Összesen  | Összesen  | Összesen | Összesen    | 9           | 8           |             | (1995–2021, csak rájátszás) | (1995–2021, csak rájátszás)                                               |
| Összesen          | Összesen  | Összesen  | Összesen | Összesen    | 203         | 215         | 1           | (1995–2021, alapszakasz és rájátszás) | (1995–2021, alapszakasz és rájátszás)                                     |